# Маріо Лучич
Маріо Лучич (хорв. Mario Lučić, нар. 24 квітня 1981, Вінковці) — хорватський футболіст, що грав на позиції захисника.
Виступав, зокрема, за «Динамо» (Загреб), а також молодіжну збірну Хорватії.

## Клубна кар'єра
У дорослому футболі дебютував виступами за команду «Цибалія». Своєю грою за цю команду привернув увагу представників тренерського штабу клубу «Динамо» (Загреб), до складу якого приєднався 2004 року. Відіграв за «динамівців» наступні півтора сезони своєї ігрової кар'єри і в другому з ним став чемпіоном Хорватії, вале медаль не отримав, оскільки другу половину сезону 2005/06 грав за «Вартекс».
Згодом влітку 2006 року Лучич перейшов у ізраїльський «Бней-Єгуда», але заграти там не зумів і незабаром повернувся на батьківщину, де грав за клуби «Вартекс», «Цибалія» та «Лучко».
Завершив ігрову кар'єру у нижчоліговій команді «Бедем» (Іванково), за яку виступав протягом 2014—2018 років.

## Виступи за збірні
1998 року дебютував у складі юнацької збірної Хорватії (U-17), загалом на юнацькому рівні взяв участь у 8 іграх.
Протягом 2002—2004 років залучався до складу молодіжної збірної Хорватії, з якою брав участь у молодіжному чемпіонаті Європи 2004 року в Німеччині, де Хорватія посіла останнє місце в групі, набравши лише одне очко. Всього на молодіжному рівні зіграв у 19 офіційних матчах, забив 2 голи.